# Sacciolepis interrupta
Sacciolepis interrupta là một loài thực vật có hoa trong họ Hòa thảo. Loài này được (Willd.) Stapf miêu tả khoa học đầu tiên năm 1920.